# Tricorynus
Tricorynus is een geslacht van kevers uit de familie van de klopkevers (Anobiidae).

## Soorten
- Tricorynus abbreviatus (LeConte, 1878)
- Tricorynus abdominalis White, 1965
- Tricorynus aberrans White, 1965
- Tricorynus abnormis White, 1965
- Tricorynus abruptus White, 1965
- Tricorynus angusta (Fall, 1905)
- Tricorynus arizonicus White, 1965
- Tricorynus auctus (LeConte, 1878)
- Tricorynus bifoveatus White, 1965
- Tricorynus borealis (LeConte, 1865)
- Tricorynus californicus White, 1965
- Tricorynus carinata (Fall, 1905)
- Tricorynus castaneus (Hamilton, 1893)
- Tricorynus cicatricosa (Fall, 1905)
- Tricorynus coactus White, 1965
- Tricorynus confusa (Fall, 1905)
- Tricorynus congrua (Fall, 1905)
- Tricorynus conjuncta (Fall, 1905)
- Tricorynus conophila (Fall, 1905)
- Tricorynus consobrina (Fall, 1905)
- Tricorynus debilis (LeConte, 1878)
- Tricorynus densa (Fall, 1905)
- Tricorynus dichroa (Fall, 1905)
- Tricorynus dispar (Fall, 1905)
- Tricorynus elutus White, 1965
- Tricorynus estriatus (G. Horn, 1894)
- Tricorynus exigua (Fall, 1905)
- Tricorynus extremus White, 1965
- Tricorynus falli (Pic, 1905)
- Tricorynus fastigiata (Fall, 1905)
- Tricorynus floridana (Pic, 1912)
- Tricorynus gibbula (Fall, 1905)
- Tricorynus gracilis (Fall, 1905)
- Tricorynus gravis (LeConte, 1858)
- Tricorynus guttiformis White, 1965
- Tricorynus herbarius Gorham, 1883
- Tricorynus imitans White, 1965
- Tricorynus inaequalis (Fall, 1905)
- Tricorynus indistincta (Fall, 1905)
- Tricorynus inflatus White, 1965
- Tricorynus lanceolatus White, 1965
- Tricorynus latus (G. Horn, 1894)
- Tricorynus lenta (Fall, 1905)
- Tricorynus lucidus White, 1965
- Tricorynus luteotectus (Fall, 1901)
- Tricorynus manca (Fall, 1905)
- Tricorynus megalops White, 1965
- Tricorynus mexicanus Sharp, 1885
- Tricorynus moderatus White, 1965
- Tricorynus mutans (Fall, 1905)
- Tricorynus nigripennis (Fall, 1905)
- Tricorynus nigritulus (LeConte, 1865)
- Tricorynus nubila (Fall, 1905)
- Tricorynus obliteratus White, 1965
- Tricorynus obscurus White, 1965
- Tricorynus obsoletus (LeConte, 1865)
- Tricorynus palliatus (Fall, 1901)
- Tricorynus parva (Fall, 1905)
- Tricorynus pinguis (Fall, 1905)
- Tricorynus platyops White, 1965
- Tricorynus polita (Fall, 1905)
- Tricorynus porosa (Fall, 1905)
- Tricorynus postica (Fall, 1905)
- Tricorynus productus White, 1965
- Tricorynus punctatus (LeConte, 1865)
- Tricorynus punctulata (LeConte, 1878)
- Tricorynus pusilla (LeConte, 1858)
- Tricorynus robustus (G. Horn, 1894)
- Tricorynus rotunda (White, 1960)
- Tricorynus similis (LeConte, 1878)
- Tricorynus tabaci (Guérin-Méneville, 1850)
- Tricorynus texanus White, 1965
- Tricorynus tibialis White, 1965
- Tricorynus tropicus White, 1965
- Tricorynus tumida (Fall, 1905)
- Tricorynus turbida (Fall, 1905)
- Tricorynus uniformis (Fall, 1905)
- Tricorynus vacua (Fall, 1905)
- Tricorynus valida (Fall, 1905)
- Tricorynus ventralis (LeConte, 1865)
- Tricorynus vestita (Fall, 1905)
- Tricorynus vitiosa (Fall, 1905)
- Tricorynus vittatus White, 1965
- Tricorynus zeae Waterhouse, 1849